# Inverser Satz des Pythagoras

Rechtwinkliges Dreieck ABC mit Kathetenlängen a und b (gelb bzw. blau) sowie der Höhe h (grün) der Ecke C über der Hypotenuse (rot) mit Länge c

Der Inverse Satz des Pythagoras besagt in der euklidischen Geometrie, dass in allen ebenen rechtwinkligen Dreiecken die Summe aus den inversen Kathetenquadraten gleich dem inversen Höhenquadrat über der Hypotenuse ist.
Wenn a und b die Längen der Katheten sind, die in der gemeinsamen Ecke C den rechten Winkel einschließen, und h die Höhe von C über der Hypotenuse ist, siehe Bild, dann bedeutet das:
{\displaystyle {\mathsf {{\frac {1}{a^{2}}}+{\frac {1}{b^{2}}}={\frac {1}{h^{2}}}}}}
Anders als im Satz des Pythagoras „a2 + b2 = c2“ werden hier die Inversen der Kathetenquadrate addiert, was den Namen motiviert.

## Beweise

### Beweis über die Fläche
Die Fläche F des rechtwinkligen Dreiecks im #Bild ist die halbe Fläche eines Rechtecks mit Seitenlängen a und b oder c und h. Die Produkte ab und ch stimmen mithin überein:
{\displaystyle {\mathsf {F={\frac {ab}{2}}={\frac {ch}{2}}\quad \rightarrow \quad ab=ch}}}
Nach dem Satz des Pythagoras ist außerdem a2+b2=c2, was auf die Aussage führt:
{\displaystyle {\mathsf {{\frac {1}{a^{2}}}+{\frac {1}{b^{2}}}}}={\mathsf {{\frac {b^{2}}{a^{2}b^{2}}}+{\frac {a^{2}}{a^{2}b^{2}}}={\frac {b^{2}+a^{2}}{(ab)^{2}}}={\frac {c^{2}}{(ch)^{2}}}={\frac {1}{h^{2}}}}}}

### Geometrischer Beweis

Umformung der Kathetenquadrate ergibt:

Die Aussage ergibt sich im #Bild zum einen aus der Ähnlichkeit aller dargestellten Dreiecke, denn sie stimmen paarweise in einem rechten  und einem weiteren Winkel überein. Die Verhältnisse einander entsprechender Seiten sind in ähnlichen Dreiecken gleich mit den Konsequenzen
{\displaystyle {\mathsf {{\frac {r}{h}}={\frac {h}{a}}\;\rightarrow \;r={\frac {h^{2}}{a}}}}}  sowie  {\displaystyle {\mathsf {{\frac {s}{h}}={\frac {h}{b}}\;\rightarrow \;s={\frac {h^{2}}{b}}}}}
was sich auch aus dem Kathetensatz angewendet in den Dreiecken CBD bzw. ACD ergibt. Der Satz des Pythagoras liefert damit die Aussage:
{\displaystyle {\mathsf {r^{2}+s^{2}=h^{2}\;\rightarrow \;{\frac {h^{4}}{a^{2}}}+{\frac {h^{4}}{b^{2}}}=h^{2}={\frac {h^{4}}{h^{2}}}}}}
oder, nach Division durch h4 auf beiden Seiten:
{\displaystyle {\mathsf {{\frac {1}{a^{2}}}+{\frac {1}{b^{2}}}={\frac {1}{h^{2}}}}}}

## Anwendung
Wenn zwei identische Lampen in den Ecken A und B aufgestellt werden, dann ist die Lichtmenge, die bei C empfangen wird, wegen dieses Satzes und des Abstandsquadratgesetzes die gleiche, als wenn nur eine der Lampen im Fußpunkt D der Höhe platziert würde, siehe #Bild. Diese Sichtweise wird im Basler Problem#Geometrische Lösung ausgenutzt.